# Charli XCX
Charlotte Emma Aitchison, művésznevén Charli XCX (Cambridge, 1992. augusztus 2. –) háromszoros Grammy-díjas angol énekesnő, dalszerző és színésznő. Énekesnői tevékenysége mellett számos ismert előadónak írt dalokat, többek között Selena Gomeznek, a Blondie-nak, valamint Shawn Mendesnek és Camila Cabellónak. Színészként és szinkronszínészként is aktív.

## Pályája
2010-ben szerződött le az Asylum Records lemezkiadóval, első jelentős sikere az Icona Pop duóval közös I Love It című dal volt 2012-ben, amely Európában és Észak-Amerikában is top 10-be tudott kerülni.
Első nagylemeze, a True Romance 2013-ban jelent meg, és bár a kritikusok elismerően nyilatkoztak róla, piacilag nem lett sikeres. 2014-ben Iggy Azalea Fancy című slágerében működött közre, majd még ebben az évben piacra került első teljesen önálló kislemeze amely a legjobb 10-be került a Billboard 100-as listáján. Ez volt a Boom Clap, amely a Csillagainkban a hiba című filmben is hallható volt. Második albuma, a Sucker 2014 végén jelent meg, és két kislemez is sikeres lett róla (Break the Rules, Doing It).

### 2024: Brat
2024 júniusában jelent meg hatodik stúdióalbuma, a Brat. A lemez szinte azonnal kulturális divatot teremtett, és Charli XCX kereskedelmileg és kritikailag legsikeresebb lemeze lett. Az angol „brat” kifejezés eredetileg „rosszcsont kölyköt” jelentett, ez alakult át és lett az „öntudatos, magabiztos, szabályszegő nő” szinonimája. 

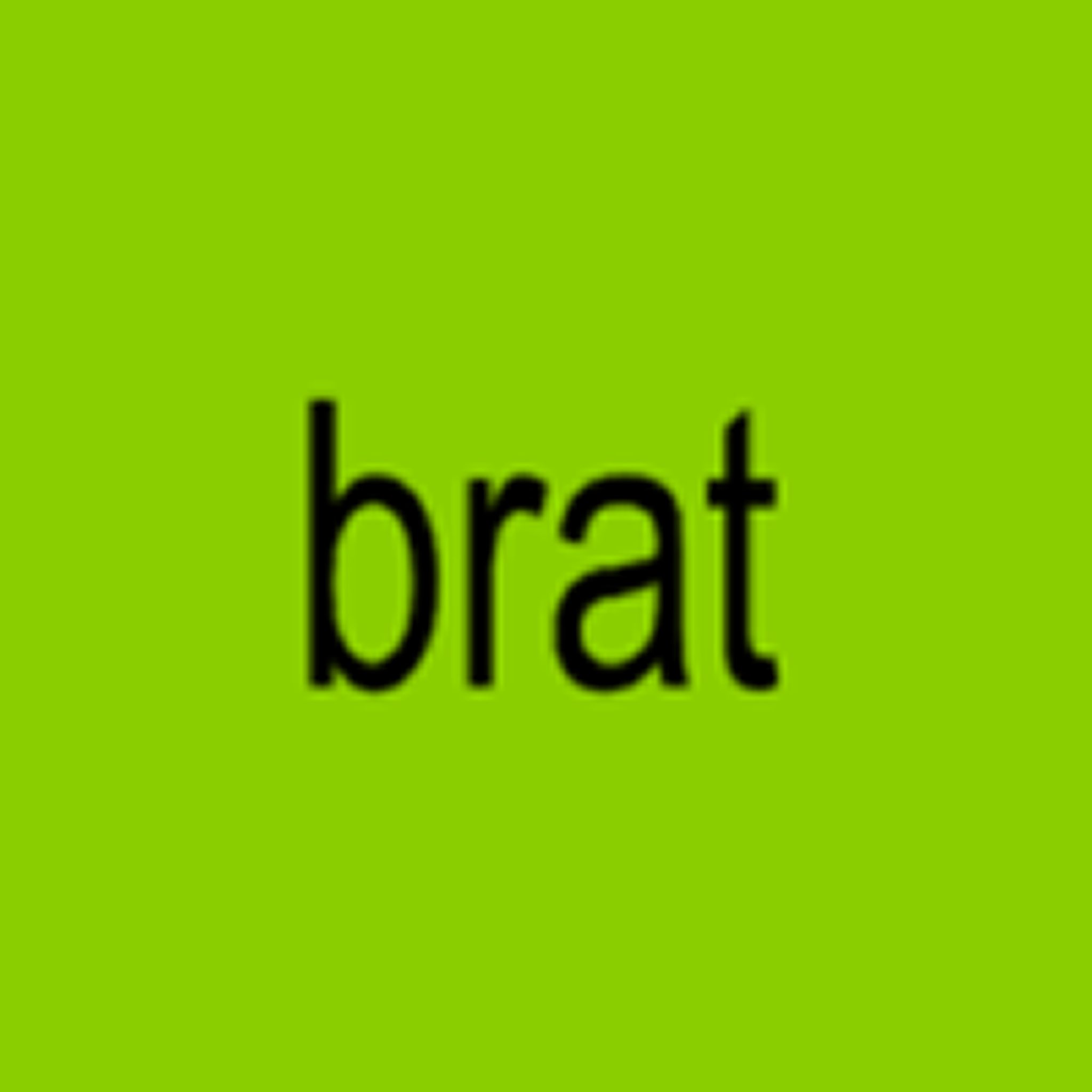
A Brat borítója

Az album erőteljes és kifejező borítója, a szókimondó dalok, az énekesnő interjúi hozzájárultak, hogy a brat kifejezés nagyon gyorsan társadalmi-kulturális jelentőséget kapjon. Nem sokkal azután, hogy Joe Biden amerikai elnök bejelentette, hogy nem indul az elnökválasztáson, és alelnökét, Kamala Harrist jelölte meg legalkalmasabb elnökjelöltként, Charile XCX azt a Twitter-üzenetet írta, hogy „Kamala IS brat”, azaz „Kamala TÉNYLEG vagány”. Válaszul Harris a lemezborító zöld színére változtatta Twitter-fiókjának fejlécét és a borító betűtípusával írta ki a „kamala hq” (a csatorna hivatalos elnevezése) feliratot.
A „brat jelenség” olyan erőteljes lett, hogy néhány nappal később már a National Geographic jelentetett meg cikket a világtörténelem leghíresebb „brat” hősnőiről. A lemez megjelenését követő hónapokat „brat summer” néven kezdték emlegetni, és a jelenség végigsöpört az angolszász közösségi médián.

## Diszkográfia

### Nagylemezek
- True Romance (2013)
- Sucker (2014)
- Charli (2019)
- How I'm Feeling Now (2020)
- Crash (2022)
- Brat (2024)